# Switchfoot
Switchfoot — відомий американський гурт з міста Сан-Дієґо, Каліфорнія, який виконує пісні в стилі альтернативний рок. До складу гурту входять Джон Форман (вокаліст, гітара), Тім Форман (бас гітара), Чад Батлер (барабани), Джеромі Фонтаміллас (гітара) та Дрю Ширлі (гітара, бек-вокал).
Визнання широкого загалу гурт отримав у 2002 році, опісля того як чотири їхні пісні було включено до переліку саундтреків фільму «Пам'ятна прогулянка». Визнання дало значний поштовх до розвитку творчості гурту і вже згодом вони випустили свій перший альбом з назвою «Красиве розчарування», з якого було виділено дві гітові пісні: «Значить жити» та «Спонукає тебе до руху». Загалом у світі було продано приблизно 2,600000 копій першого альбому. З того часу гурт провів численну кількість живих виступів а у 2011 році їх діяльність було відзначено нагородою Ґремі.
Згідно з оповідами Джона Формана назва «Switchfoot» походить від термінології, яку використовують у серфінґу.